# Ceremonia del ratón

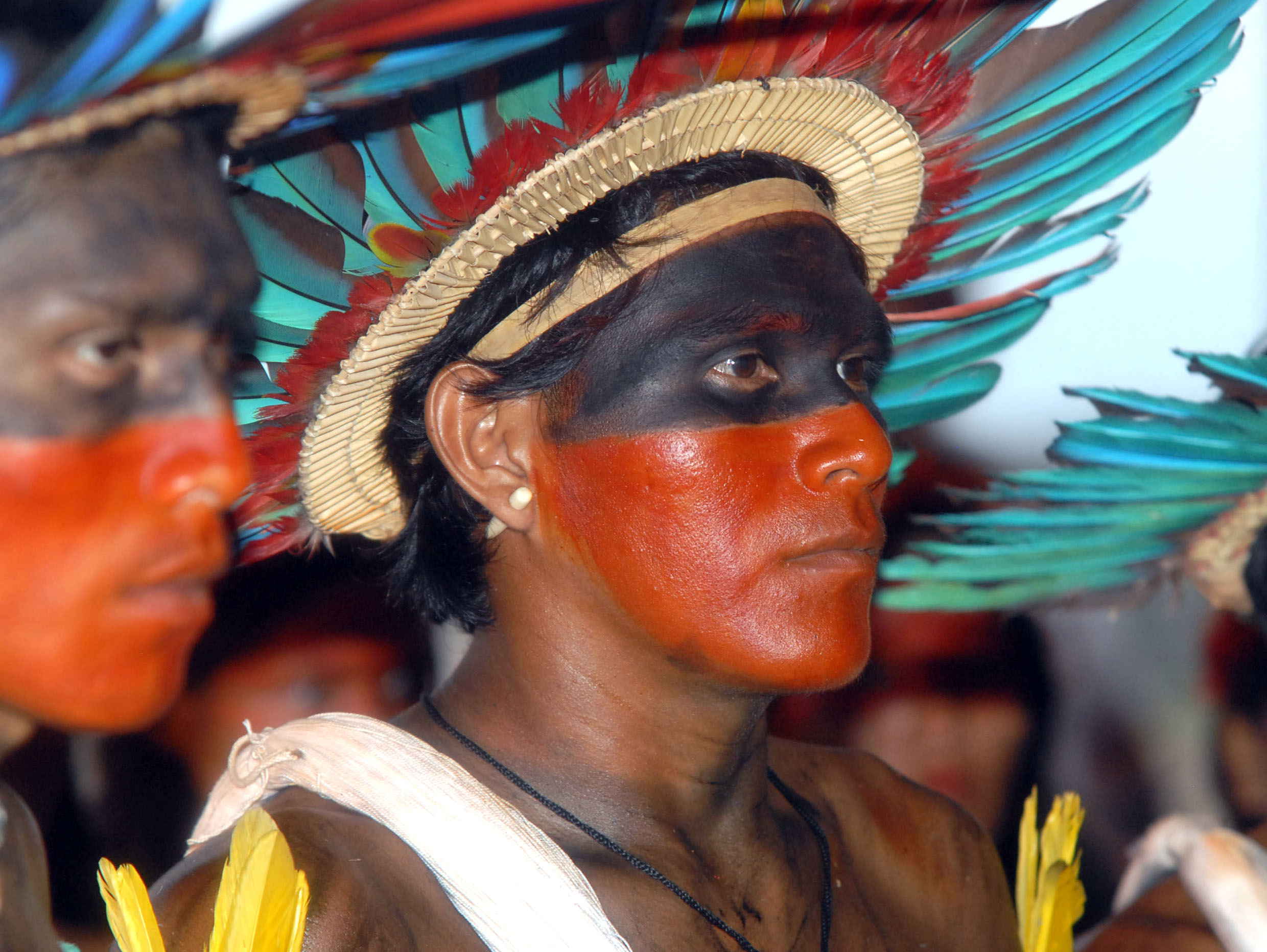
Indios del Noroeste de Brasil

La ceremonia del ratón es un rito de iniciación en la cultura Suyá en que un joven empieza su travesía hasta las actividades de la aldea que son orientados a los hombres. Es uno de muchos ritos de iniciación que ocurre a lo largo de la vida de un joven Suyá desde su nacimiento hasta su vejez, pero además es una ceremonia que enfoque en las relaciones entre un hombre adulto y el niño a quien ha dado su nombre. En todo, las personas Suyá incorporan algunos de sus aspectos culturales para crear esta ceremonia que tiene muchas implicaciones sociales y culturales. 

## La cultura suyá
La comunidad indígena Suyá es un pueblo indígena de habla ye que está localizado en el norte de la provincia de Mato Grasso, Brasil. Hasta el principio de su existencia como grupo, la gente Suyá ha sido formado y moldeado culturalmente por influencias de otros grupos indígenas y varias comunidades africanas y europeas. Por eso, la Suyá describe su historia como una serie de adquisiciones materiales o culturales de algunos seres hostiles – animales, indios enemigos y brasileños. Aunque se puede ver algunas influencias europeas en su cultura, muchos aspectos de la cultura actual fueron adoptados por otros grupos indígenas de la región de Parque Indígena de Xingu. Algunos de estos aspectos incluyen: la organización social y política, algunas ceremonias, comida, técnicas de la preparación de la comida y su tradición de la ornamentación del cuerpo.
Sin embargo, además de estos aspectos importantes para el grupo Suyá, tres aspectos de la cultura – su música, su baile y su comida – juegan unos roles de máxima importancia en su vida cotidiana y en sus ceremonias tradicionales. La música, en particular, es una característica central de la vida ritual y cultural y típicamente está derivada de los sonidos del mundo natural. Finalmente, se destaca el énfasis en la comunidad y el colectivismo, un valor que practican muchas comunidades indígenas. La gente Suyá siempre ha creído mucho en el bien colectivo, pues la comunidad comparte casi todas las cosas como la comida, la ropa, la tierra, la música y los niños. De la misma forma la gente cree que un niño debe ser criado por toda la comunidad, no solamente por sus padres biológicos, y esta creencia es algo, junto con la importancia de la música, que es sumamente prevalente en la ceremonia del ratón.

## Contexto de la ceremonia
La cosmovisión y mitología del grupo Suyá juegan unos roles muy importantes en sus ceremonias tradicionales y algo basado muy fuertemente en su historia profunda. Unos de los cuentos más importantes en términos de la mitología de este grupo se llama El ratón que dio el maíz a la mujer. Este cuento explica una parte de su historia de creación, la cual tiene que ver con el alimento de la gente Suyá y como la comunidad empieza a comer y usar el maíz, una sustancia nutritiva que tiene muchísimos usos y alto valor en su cultura. Específicamente, la historia nos cuenta de cómo la gente Suyá solía comer solamente la madera deteriorada hasta que se encontró con un ratón que les introdujo al maíz. Además de su significancia para la historia de creación, este cuento sirve cómo inspiración para la ceremonia del ratón.
Para la Suyá, cada estación del año está vinculado con una variedad de ceremonias más específicas. Por ejemplo la ceremonia de la abeja está celebrado cuando se cortan las huertas, y la ceremonia del ratón está celebrado cuando el maíz está maduro. Cada año, sin embargo, es diferente – típicamente la Suyá no repitieron la misma ceremonia en años consecutivos porque dicen que no le gustan cantar siempre la misma cosa. Las canciones de las dos estaciones – la sequía y la estación de lluvias – forman el fondo por todas las ceremonias más específicas. La ceremonia del ratón, amto ngére en la lengua Suyá, se celebran durante la estación de lluvias aproximadamente durante los dos meses de enero y diciembre. Los periodos ceremoniales, sin embargo, varían en su intensidad y duración permitiendo mucho espacio por la innovación especialmente con respeto a la introducción de segmentos nuevos. En 1972, el amto ngére o la ceremonia del ratón fue muy corto, pero en 1976, la Suyá celebraba la ceremonia del ratón e inmediatamente después, celebraba dos más ceremonias que se llaman la ceremonia del venado de la sabana y la ceremonia del pequeño arco. Entre medio de estas celebraciones, la comunidad también observa una serie de ceremonias más pequeñas, cada con su propio nombre y obligaciones específicas entre hermanos, hermanas, líderes, hombres y mujeres.

## Detalles de la ceremonia
Debido a su alta importancia, la ceremonia del ratón es un rito complejo e intricado que dura por aproximadamente dos semanas. La mayoría de estas complejidades se puede ver en la última día de la celebración cuando los jóvenes finalmente llegaron a su nombre de adulto. Este día empieza con la creación, ornamentación y la presentación de las capas del ratón, que son los objetos más importantes de toda la ceremonia, los cuales se reparten entre los jóvenes señalados. Estas capas son hechos de hojas de una variedad de plantas atadas juntas y situadas en la cabeza de cada niño de forma ceremonial. Después, estas capas son decoradas con pinturas, savias y carbones simbólicos y significativos. 
Cabe recordar que cada casa de nombre tiene su propia forma de decoración para distinguirlas. Cuando todos los niños tienen sus capas puestas en la cabeza, ellos marchan por alguna casa u otra para que puedan ser unidos con los otros hombres mayores de su nombre. En esta parte de la ceremonia, los hombres mayores cantan unas canciones tradicionales a sus nuevos miembros y los guían al bosque para completar la última faceta de la ceremonia. En esta parte de la celebración, las madres, hermanas y mujeres de la comunidad preparan la comida y la bebida para que todos puedan celebrar juntos. Antes de presentar la comida a los hombres y los jóvenes, sin embargo, las mujeres juegan un rol importantísimo que sirve para concluir la ceremonia y transformar los niños simbólicamente a hombres con sus nuevas posiciones en la sociedad. En la conclusión de la ceremonia, ellas se esconden en el bosque y finalmente aparecen a los hombres con flechas de caza para cortar las capas de los niños. Al matar a los ratones de forma simbólica, la complementariedad mujer-hombre transforma a los niños en hombres de veras.

## Los detalles culturales de la ceremonia

### La música
Hay varios diferentes aspectos culturales que crean en su coyuntura las complejidades significativas e importantes de la ceremonia del ratón. Específicamente, la gente Suyá emplea sus tradiciones en cuanto a la música, el baile y la comida a lo largo de esta ceremonia. Aunque no sabemos mucho sobre la música específica de las regiones rurales de Brasil, es importante tener en cuenta la importancia que la Suyá pone en este aspecto de su cultura. En su cultura, la música siempre significa un evento o suceso de importancia y suele representar la creación de una conexión entre diferentes esferas de la vida, el universo o el cuerpo humano y sus espíritus. Por eso, la música en particular juega un rol de muchísima importancia en casi todos de los ritos de la Suyá, especialmente en la ceremonia del ratón, pues efectivamente mantiene la organización del rito entero para que cada persona sabe el ritmo y la hora de sus responsabilidades.
En una manera más importante, las canciones y la música en la ceremonia del ratón sirven para crear unos vínculos muy fuertes entre cada persona y cada característica del grupo entero. Además se usa la música en esta ceremonia para crear unos nuevos tipos del orden en el mundo, o en el caso de la ceremonia del ratón, para mantener o restaurar el orden que ya existe. En todo, la música y las canciones que la Suyá utilizan en la ceremonia del ratón, sirven como una manera esencial para articular las experiencias de sus vidas dentro de una tradición importantísima.

### El baile
Aunque la música es el aspecto cultural más central para las ceremonias de la Suyá, el baile tradicional también juega un rol importante. Estos bailes tradicionales típicamente incluyen una serie de saltos y zapateados que ocurren en congruencia con las canciones y cantos tradicionales. El baile, específicamente, se puede ver mucho en las transiciones que ocurren en el último día de la ceremonia, cuando los jóvenes y hombres están caminando desde un lugar hasta otro. Antes de salir por el bosque para completar la ceremonia, los hombres y los jóvenes completan unas vueltas alrededor del centro de la plaza, siempre saltando y zapateando con la música.

### La comida
Junto con la música y el baile, la Suyá emplea otros aspectos de su cultura e historia para añadir al medio ambiente de esta ceremonia anual, específicamente, la comida. En la ceremonia del ratón, el tipo de la comida, junto con su preparación y presentación, es muy diferente en comparación a la vida cotidiana de estas personas. La comida es especial – está asada y golpeada en vez de hervida, representante de la cocina más elegante y elaborada del grupo Suyá. Además, la centralidad del maíz en la cocina de esta ceremonia tiene que ver mucho con la mítologia del grupo y sus creencias esenciales. Ellos creen que al principio del tiempo, el ratón dio el maíz a las personas Suyá para que ellos pudieran sobrevivir y prosperar. Por eso, mucha de la comida que está involucrado en esta ceremonia está hecha de maíz como diferentes tipos de tortas, sopas o bebidas cuyas ingrediente principal es maíz.

## Implicaciones sociales y culturales
Aparte de las influencias culturales y sociales que juegan roles específicas en la ceremonia del ratón, esta ceremonia también amplia muchos efectos e implicaciones para las relaciones y la cultura Suyá. En particular, la ceremonia tiene que ver mucho con las relaciones entre los jóvenes y las personas mayores de la sociedad y quizás más importante, entre las mujeres y los hombres. De esta forma comunica e imparte valores de la fertilidad y la continuidad de la vida de la gente indígena. Además, esta ceremonia, junto con todas las tradiciones de la Suyá, sirven para que ellos puedan mantener y apoyar una identidad comunal en esta región amazónica de Brasil. En términos de las relaciones interpersonales, algunas de las implicaciones o efectos de la ceremonia del ratón tiene que ver con la igualdad no solamente entre hombres y mujeres, sino también entre las personas jóvenes y las personas mayores. 
La responsabilidad comunal que se puede ver en muchos aspectos de la ceremonia desarrolla esta igualdad y perpetua unos de los aspectos sociales más importantes para la Suyá, que es la comunidad. Aunque hay divisiones de responsabilidad en cuanto a los elementos de la ceremonia, tal como se observa en la preparación de la comida o el liderazgo de los jóvenes, todo el mundo colabora para que la ceremonia entera funcione como siempre. Este sentido de trabajar en equipo es algo de máxima importancia para las personas de esta comunidad y manifiesta tan claramente a lo largo de toda esta ceremonia.